# Умка ищет друга
«Умка ищет друга» — советский рисованный мультфильм 1970 года, созданный режиссёрами Владимиром Пекарем и Владимиром Поповым, второй из популярной трилогии о медвежонке Умке[страница не указана 143 дня].

## Сюжет
Продолжение мультфильма «Умка» повествует о приключениях белого медвежонка, который ищет своего друга-мальчика на станции полярников во время Нового года, не зная, что тот улетел на ёлку. Умка проникает в помещение радиостанции, затем на кухню, где съедает праздничный торт. Встретившись с поваром, медвежонок пугается и убегает, а повар, тоже напугавшись, пытается догнать медвежонка, чтобы проучить его. Медведица ищет сына, но находит его уже сидящим в улетающем вертолёте.

## Создатели
- Автор сценария: Юрий Яковлев
- Режиссёры и художники: Владимир Попов, Владимир Пекарь
- Художники: Марина Рогова, Лидия Модель, Сергей Маракасов, Геннадий Сокольский
- Оператор: Борис Котов
- Композитор: Евгений Крылатов
- Звукооператор: Борис Фильчиков
- Ассистенты: Лидия Никитина, Валентина Турубинер, Николай Ерыкалов, Майя Попова
- Редактор: Пётр Фролов
- Директор картины: Фёдор Иванов
- Роли озвучивали:
  - Вера Васильева — медведица
  - Маргарита Корабельникова — Умка

## Музыка и песни
Музыку к этому мультфильму написал композитор Евгений Крылатов. «Песенку Умки» исполнила Маргарита Корабельникова. Эта песенка выпускалась в сборниках «Песенки из мультфильмов» фирмой «Мелодия» на детских пластинках, магнитофонных бобинах и компактных аудиокассетах «Свема». С 1992 года песня перевыпущена предприятием «Апрелевка — Саунд Инк», а вместе с ним и в других сборниках фирмами «Мороз Рекордз», «Twic Lyrec» и других на кассетах и компакт-дисках, а с 1999 года — на дисках MP3, позже WMA.

## Издания
- В 1990-е годы фирма «Twic Lyrec» выпустила на аудиокассету аудиосказку по одноимённому мультфильму с текстом Александра Пожарова вместе с аудиосказкой «Умка» и песнями Юрия Энтина.
- В 1990-е годы мультфильм выпущен на видеокассетах в сборниках мультфильмов Studio PRO Video, в середине 1990-х — студией «Союз».
- В 2000-е годы мультфильм выпущен на DVD-дисках.

## Продолжение
В ознаменование 50-летия со времени выхода на экраны первой серии мультфильма об Умке 14 декабря 2019 года на киностудии «Союзмультфильм» состоялась премьера его третьей части под названием «Умка на ёлке», который сняли по мотивам одноимённого рассказа Юрия Яковлева, напечатанного в журнале «Мурзилка» № 12 за 1977 год. Что характерно, первая половина рассказа являлась переложением второго мультфильма. 22 декабря 2019 года мультфильм «Умка на ёлке» был выложен официальным каналом «Союзмультфильма» на «YouTube».